# Ylimmäinen Karvatti
Ylimmäinen Karvatti, Keski-Karvatti och Ala-Karvatti, eller Korvattijärvet är sjöar i Finland. Ylimmäinen Karvatti och Keski-Karvatti ligger i kommunen Kemijärvi i landskapet Lappland, i den norra delen av landet, 700 km norr om huvudstaden Helsingfors. Korvattijärvet ligger 170,4 meter över havet. Arean är 19,9 hektar och strandlinjen är 3,11 kilometer lång. Sjön  ingår i Kemi älvs huvudavrinningsområde. 